# Piedra Michaux
La Piedra Michaux es un kudurru (estela de piedra grabada, usualmente de forma rectangular o fálica y con la parte superior redondeada) y data del siglo XII a. C. en la época de la Dinastía Casita, que se extendió por Mesopotamia en la zona de los ríos Tigris y Éufrates y que conquistó Babilonia en el 1531 a. C. hasta que en el 1155 a. C., fueron derrocados por los elamitas.

## Hallazgo e historia

Babilonia durante la Dinastía casita (siglo XIII a. C.).

Está escrita en lengua acadia mediante símbolos cuneiformes y fue descubierta en 1782 por André Michaux (* 7 de marzo de 1746 - 11 de octubre de 1802), un botánico, briólogo y explorador francés.
La piedra Michaux fue el primer testimonio de la civilización mesopotámica que llegó a la Europa moderna.

## Conservación
La piedra Michaux se exhibe en la Biblioteca Nacional de París (Francia). 

## Características
- Altura: 45 cm.
- Material: Basalto.
- Contiene inscripciones y dibujos referidos a diversos dioses.
- Forma: rectangular/fálica.